# Lalín
Lalín település Spanyolországban, Pontevedra tartományban. Lalín Forcarei, Silleda, Vila de Cruces, Agolada, Rodeiro, Dozón, O Irixo és Beariz községekkel határos. Lakosainak száma 20 277 fő (2024).

## Népesség
A település népessége az elmúlt években az alábbi módon változott:
| Lakosok száma | 20 266 | 20 698 | 20 867 | 21 254 | 20 409 | 20 158 | 20 075 | 20 218 | 20 201 | 20 277 |
|               | 2001   | 2004   | 2007   | 2009   | 2012   | 2014   | 2017   | 2019   | 2022   | 2024   |